# Лукуба
Лукуба (на английски: Lukuba) е архипелаг, състоящ се от два големи острова, заобиколени с множество по-малки островчета и стърчащи от водата единични скали. Намира се в езерото Виктория на около 13 km северозападно от град Мусома, в началото на залива Мара и принадлежи на Танзания. Административно спада към регион Мара, окръг Мусома. Най-големият от островите също носи името Лукуба. В северната си част е подчертано скалист, а останалата територия е покрита с гъсти гори. На архипелага са разположени няколко рибарски селца, а на остров Лукуба е изградено и малко туристическо селище.
Островите са обрасли с гъсти гори, изпъстрени с високи смокинови дървета. Там могат да се срещнат над 90 вида атрактивни диви птици като орли рибари, жълтокрака чайка, великолепен ибис (Hadada Ibis), врановата птица Terpsiphone, няколко вида африканска мухоловка (Terpsiphone viridis), сенегалска гургулица, шаварче от вида Cisticola galactotes, кукувица, розовогърб пеликан (Pelecanus rufescens), дългоопашат корморан, Campephaga flava от сем. Скорецови, Ploceus castanops, анголска лястовица (Hirundo angolensis), бяла чапла (Egretta thula) и още много други.
Могат да се наблюдават и множество диви животни – коткоподобни маймуни верветки (Chlorocebus pygerythrus), петнистогърла видра (Hydrictis maculicollis) нилски варан и дори крокодили и гущери агама. Водите на езерото се обитават от най-едрата хищна риба тук – нилския костур.